# 马克·斯科特
马克·斯科特（英語：Marc Scott，1993年12月21日—），英国男子田径运动员，主攻5000米和10000米赛跑，2018年欧洲越野锦标赛男子团体银牌得主、2022年世界室内田径锦标赛男子3000米铜牌得主。